# Lavalu Fatu
Lavalu Fatu (4 ottobre 1980) è un ex calciatore samoano americano, di ruolo difensore.

## Carriera

### Nazionale
Era titolare nella partita Australia-Samoa Americane 31-0.